# Julius Bomholt
Julius Bomholt, né le 11 juin 1896 à Alderslyst (Danemark) et mort le 2 janvier 1969 à Esbjerg (Danemark), est un homme politique danois, membre des Sociaux-démocrates, ancien ministre et ancien député au Parlement (le Folketing).

## Ouvrages
- På vej til livet (1954)
- Vinterlys (1956)
- Himmerigs dør (1956)
- Svalerne (1957)
- Døgnflue og evighed (1958)
- Arbejderkultur (1932)